# Michael Biton
Michael Mordechaj Biton (hebrejsky מִיכָאֵל מָרְדְּכַי בִּיטוֹן‎, * 3. února 1970 Jerucham, Izrael) je izraelský politik. V minulosti působil jako ministr pro strategické záležitosti a jako ministr pro občanské záležitosti na ministerstvu obrany. V letech 2010 až 2018 byl starostou místní rady Jerucham.

## Životopis
Biton se narodil v Jeruchamu rodičům, kteří se přistěhovali z Maroka. Na Ben Gurionově univerzitě v Negevu získal bakalářský titul v oblasti behaviorálních studií a hebrejské literatury a na Hebrejské univerzitě v Jeruzalémě magisterský titul. Studoval také angličtinu na Yaleově univerzitě a pracoval jako au pair v USA. Po studiích vedl komunitní centrum v Jeruchamu, řídil Židovskou agenturu v Beer Ševě a založil neziskovou organizaci Mládež z Jeruchamu.
V listopadu 2010 byl jako kandidát Kadimy zvolen starostou Jeruchamu se ziskem 44 % hlasů. V roce 2014 byl znovu zvolen se ziskem 70 % hlasů. Později vstoupil do Strany práce a byl vůdcem celostátního „Pochodu rovnosti“, který začal v Jeruchamu. V roce 2015 se umístil na druhém místě v hlasování o post šéfa izraelské pobočky Židovského národního fondu, 238 hlasů za vítězem, poslancem Knesetu Danijelem Atarem.
V období před volbami do Knesetu v dubnu 2019 spolupracoval s Adinou Bar-Šalom na založení nové politické strany Achi Jisra'eli. Stranu však opustil kvůli sporu o vedení s Bar-Šalom. Následně vstoupil do nové strany Chosen le-Jisra'el, která se pro volby stala součástí aliance Kachol lavan. Biton byl v těchto volbách zvolen do Knesetu. Znovu byl zvolen ve volbách v září 2019 a 2020. Ve volbách v březnu 2021 byl znovu zvolen do Knesetu.